# Pai à Força
Pai à Força é uma série de televisão portuguesa exibida entre 2009 e 2012 pela RTP1 e produzida pela SP Televisão.
Quatro dos atores do elenco infantil fizeram também parte do elenco infantil fixo de Chiquititas (2007/2008).

## Elenco
- Pepê Rapazote – Miguel
- Isabel Abreu – Marta
- Juana Pereira da Silva – Margarida
- Carla Salgueiro – Sandra (sai no início da 2ª temporada)
- Sinde Filipe – Álvaro  (Sai no início da 3ª temporada)
- Jorge Silva – Lourenço (Sai no início da 3ª temporada)
- José Neves – Filipe (Sai no início da 3ª temporada)
- Cláudia Oliveira – Natália (Sai no início da 3ª temporada)
- Rosa do Canto – Isabel (sai no início da 2ª temporada)
- Luís Alberto – António
- Luís Gaspar – Jorge (sai no início da 2ª temporada)
- Ana Borges – Inês (Sai no início da 3ª temporada)
- Cristina Carvalhal - Dr.ª Raquel (entra no início da 2ª temporada, Sai no início da 3ª temporada)
- Patrícia Bull - Bia (entra no início da 2ª série)
- Sabri Lucas - Dr. Frederico (entra no início da 2ª temporada, Sai no início da 3ª temporada)
- João Didelet - Luís Correia (entra na 3ªTemporada)
- Sofia Sá da Bandeira - Sofia Valpaços (entra na 3ªTemporada)
- Vera Alves - Fernanda Valpaços (entra na 3ªTemporada)
- Débora Monteiro - Joana Barreto (entra na 3ªTemporada)
- Antónia Terrinha - Alzira Pereira (entra na 3ªTemporada)
- Miguel Moreira - Samuel Oliveira (entra na 3ªTemporada)
- Cristóvão Campos - Tiago Seabra (entra na 3ªTemporada)
- Sandra Cóias - Carolina Sintra (entra na 3ªTemporada)
- Carlos Pimenta - Afonso Sintra (entra na 3ªTemporada)
- Daniela Pinto - Alice Sintra (entra na 3ªTemporada)
- Luís Vicente - Daniel Sequeira (entra na 3ªTemporada)
- Matilde Ferreira - Rita Saraiva (entra na 3ªTemporada)
- Alicia Cris - Mariana Mazula Saraiva (entra na 3ªTemporada)
- António Durães - Gonçalo Teixeira (entra na 3ªTemporada)
- Rúben Gomes - Pedro Melo (entra na 3ªTemporada)
- Filipe Vargas - David Fernandes (entra na 3ªTemporada)
- Ana Varela - Laura Ribeiro (entra na 3ªTemporada)

Elenco infantil
- Ruben Leonardo – Simão
- Beatriz Monteiro – Beatriz
- Francisco Fernandez – Jaime
- Marta Peneda – Francisca
- Leonor Vasconcelos – Matilde
- Martim Barbeiro – Diogo

Participações especiais: (Morrem no primeiro episódio)
- Ana Padrão - Mãe de Simão, Jaime e Beatriz
- José Boavida - Pai de Simão, Jaime e Beatriz

### Elenco adicional
- Henriqueta Maia – Maria
- Rui Mello – Duarte
- Pedro Laginha - Lucas (entra no início da 2ª temporada)
- Tiago Mesquita – Martim
- Mónica Godinho – Vera (sai no final da 1ª temporada)
- João Rosa – Sebastião (sai no final da 1ª temporada)

## Participações (ordem alfabética)
- Adérito Lopes
- Carla Maciel
- Dinarte Branco - Luís
- Fernando Pires
- Igor Sampaio - Director da Escola
- João de Carvalho - Advogado de Miguel
- Jorge Sequerra
- José Eduardo - Mário
- Mafalda Sacchetti - Cantora jazz
- Marques D'Arede - Lúcio
- Miguel Venâncio - Rufia no «Lar da Criança»
- João Meireles - Vasco
- Maria Emília Correia - Nini Ferreira Coutinho
- Patrícia Roque
- Paula Mora - Juíza
- Pedro Lamares - Enfermeiro André
- Pedro Saavedra
- Peter Michael - Nuno
- Sandra Santos - Luna
- Sandra B. - Lili
- Sílvia Filipe
- Sofia Espírito Santo - Sónia
- Sofia Póvoas - Dona da Loja
- Vasco Magalhães Ferreira - Pedro (filho de Filipe)
- Manuela Jorge

## Lista de episódios
| Temp. | Temp. | Episódios | Ano de Transmissão | Dia da Semana | Audiências (média dos episódios) | Elenco Principal                                                      |
| ----- | ----- | --------- | ------------------ | ------------- | -------------------------------- | --------------------------------------------------------------------- |
|       | 1     | 19        | 2009               | Sexta-Feira   | -                                | Pepê Rapazote, Ruben Leonardo, Francisco Fernandez e Beatriz Monteiro |
|       | 2     | 23        | 2009 - 2010        | Sexta-Feira   | -                                | Pepê Rapazote, Ruben Leonardo, Francisco Fernandez e Beatriz Monteiro |
|       | 3     | 10        | 2010               | Domingo       | -                                | Pepê Rapazote, Ruben Leonardo, Francisco Fernandez e Beatriz Monteiro |

### CrossovercomLiberdade 21, no Episódio 23
- Adriano Carvalho - Dr. João Branco (Embora não entre na série-mãe, neste episódio é advogado da Vasconcelos, Brito & Associados)
- António Cordeiro - Paulo Ruas
- Cleia Almeida - Júlia Paixão

## Observações
- Esta série começou a passar na RTP1 dia 6 de Fevereiro a partir das 21 horas. O seu primeiro episódio foi assistido por uma média de 1.241.900 espectadores, com um share de 30,3% e uma audiência média de 13,1%. A nova temporada ocupou a 5ª posição no ranking de programas mais vistos do dia.

- O episódio n.º 23, transmitido a 13 de Novembro de 2009, contou com algo não muito frequente na televisão portuguesa, o Crossover. Neste episódio, esta série fez crossover com a série Liberdade 21, também em exibição no mesmo canal. Em algumas cenas há partilha de cenários, situações e personagens, para melhor responder à diegese do episódio.

- Também o 29º episódio de Liberdade 21 fez crossover com esta série, pois contou com a participação de Pepê Rapazote no papel de Miguel Saraiva, cirurgião que testemunhará num julgamento defendido pela Vasconcelos, Brito & Associados.